# Никола Дзанев
Никола Христов Дзанев е български комунистически активист.

## Биография
Роден е на 24 май 1898 година в българския южномакедонски град Кукуш, тогава в Османската империя, днес Килкис, Гърция. Съученик и близък приятел на Христо Смирненски.
След опожаряването на Кукуш по време на Междусъюзническата война през 1913 година семейството му се преселва в България. И той, както приятеля си, се увлича по социалистическите идеи. Става член на Българската комунистическа партия. След завършване на образованието си работи в Дирекцията на статистиката, но по-късно напуска службата си и става тухларски работник. Същевременно се отдава на обществена дейност към читалище „Гоце Делчев“, център на македонската младеж.
След Септемврийското въстание е сред първите помощници на Вълчо Иванов по снабдяването с оръжие на Военната огранизация на партията. С близкия си другар Илия Златков огранизират районен склад в квартал „Красна поляна“. След като складът е разкрит от полицията, Дзанев успява да се укрие, но при опит да премине българо-югославската граница в района на село Репляна, Белоградчишко, е убит на 28 юли 1925 година.